# Yang Hong-seok
Yang Hong-seok (양홍석?; Jeonju, 2 luglio 1997) è un cestista sudcoreano.

## Carriera
Con la Corea del Sud ha disputato i Campionati asiatici del 2017.